# Aleksandr Kaidanovski
Aleksandr Leonidovici Kaidanovski (în rusă Алекса́ндр Леони́дович Кайдано́вский; n. 23 iulie 1946, Rostov-pe-Don, RSFS Rusă, URSS – d. 3 decembrie 1995, Moscova, Rusia) a fost un actor și regizor de film sovietic și rus.
A jucat în mai multe filme, dar rolurile sale cele mai cunoscute sunt cele din filmele Acasă printre străini, străin printre ai săi (1974), Telohranitel / Garda de corp (1979) și Călăuza (1979).

## Biografie
Înainte de a urma o cariera în actorie, Kaidanovski a studiat la un colegiu tehnic unde a învățat meseria de sudor. Se pare că o perspectiva de a deveni muncitor nu l-a atras și în 1965 a început să studieze actoria la Școala de Teatru din Rostov și la Institutul „Șciukin” din Moscova. Înainte de finalizarea studiilor a obținut primul său rol în filmul Un zid misterios (1967) și, după absolvire, în 1969, a lucrat ca actor de teatru.
În 1985 el a regizat filmul O moarte simplă, care a fost proiectat în secțiunea Un Certain Regard a Festivalului de Film de la Cannes din 1987.
Kaidanovski a debutat pe scenă în 1969 la Teatrul Vakhtangov. În 1971 el a fost invitat să joace la Teatrul de Artă din Moscova, cel mai bun teatru clasic din Rusia, un privilegiu rar pentru un absolvent în vârstă de 25 de ani.
Debutul său major în film a avut loc în Acasă printre străini, străin printre ai săi (1974) și în următorii câțiva ani a apărut în două duzini de filme, inclusiv comedie satirică Diamante pentru dictatura proletariatului (1976) și Viața lui Beethoven (1980). În momentul său de glorie din anii 1970 Kaidanovski era unul dintre cei mai populari actori din Rusia Sovietică, iar celebrul regizor sovietic Andrei Tarkovski, impresionat de aspectul și de tehnica interpretativă a lui Kaidanovski din Diamante, l-a invitat să joace rolul principal în noul său film, Călăuza (1979). Acest rol i-a adus lui Kaidanovski o recunoaștere pe plan internațional.

## Filmografie
- Anna Karenina (1967)
- Failure of Engineer Garin (miniserial TV, 1973)
- Acasă printre străini, străin printre ai săi (1974)
- Test pilota Pirxa (1979)
- Călăuza (1979)
- Rafferty (serial TV, 1980)
- Faktas (1981)
- Telohranitel (1982)
- Zece negri mititei (1987)
- New Adventures of a Yankee in King Arthur's Court (1988)
- Songlines | Segment: For a Million (1989, regizor)
- Magic Hunter (1994)